# غورد وليامز
غورد وليامز هو لاعب هوكي الجليد كندي، ولد في 10 أبريل 1960 في ساسكاتون في كندا.

## وصلات خارجية
- غورد وليامز على موقع دوري الهوكي الوطني (الإنجليزية)
- غورد وليامز على موقع قاعة مشاهير الهوكي (لاعب أن.إتش.أل) (الإنجليزية)
- غورد وليامز على موقع EliteProspects.com (الإنجليزية)
- غورد وليامز على موقع HockeyDB.com (الإنجليزية)
- غورد وليامز على موقع Hockey-Reference.com (الإنجليزية)